# 岡山天體物理觀測所
岡山天體物理觀測所（おかやまてんたいぶつりかんそくじょ）是位於日本岡山縣淺口市與小田郡屋加町竹林山頂附近的天文台。 
1960年，岡山天體物理觀測所作為東京大學東京天文台的岡山天文物理觀測所開放。1988年，東京天文台改組為日本國立天文台後，繼續由日本國立天文台運營，但於2018年3月31日關閉。2018年4月起，岡山天體物理觀測所由日本國立天文台夏威夷觀測所岡山分部管理，設備由聯合研究小組維護使用。

## 公共開放
天文台旁的岡山天文館開放時間內（9:00-16:30），可以參觀188公分圓頂周圍的區域，還可以透過玻璃觀賞188公分反射望遠鏡。除了188公分反射望遠鏡圓頂外，所有設施均不對外開放，禁止進入。

## 外部連結
- 国立天文台 （页面存档备份，存于）
- 岡山天体物理観測所 （页面存档备份，存于）